# Christinenthal
Christinenthal település Németországban, Schleswig-Holstein tartományban. Lakosainak száma 69 fő (2023. december 31.).

## Népesség
A település népességének változása:
| Lakosok száma | 72   | 51   | 67   | 62   | 71   | 72   | 69   |
|               | 1975 | 2010 | 2017 | 2019 | 2021 | 2022 | 2023 |